# Предел складывания бумаги

Существует физический предел складывания бумаги пополам: лист обычной бумаги размера А4 можно сложить пополам не более 7 раз. Этот феномен обусловлен быстротой роста показательной функции.
Количество слоёв бумаги равняется двум в степени n, где n — количество складываний бумаги. Например: если бумагу сложили пополам пять раз, то количество слоёв будет два в степени пять, то есть тридцать два.

## Уравнения явления
Уравнение для обычной бумаги:
{\displaystyle W=\pi t2^{{\frac {3}{2}}(n-1)},}
где W — ширина квадратного листа, t — толщина листа и n — количество выполненных сгибаний вдвое.
В использовании длинной полосы бумаги требуется точное значение длины L:
{\displaystyle L={\frac {\pi t}{6}}(2^{n}+4)(2^{n}-1),}
где L — минимально возможная длина материала, t — толщина листа и n — количество выполненных сгибаний вдвое. L и t должны быть выражены в одних и тех же единицах.

## Исследования
24 января 2007 года в 72-м выпуске (5 сезон, 3 серия) телепередачи «Разрушители легенд» команда исследователей попыталась опровергнуть закон. Они сформулировали его более точно:

Даже очень большой сухой лист бумаги нельзя сложить вдвое больше семи раз, делая каждый из сгибов перпендикулярно предыдущему.

На обычном листе А4 закон подтвердился, тогда исследователи проверили закон на огромном листе бумаги. Лист размером с половину футбольного поля (51,8×67,1 м) им удалось сложить 8 раз без специальных средств (11 раз с применением катка и погрузчика). По утверждению поклонников телепередачи, калька от упаковки офсетной печатной формы формата 520×380 мм при достаточно небрежном складывании без усилий складывается восемь раз, с усилиями — девять.

## Условия явления
Ограничение складывания бумаги пополам возникает тогда, когда:
- размер бумаги находится в рамках формата A (от A0 до A8);
- при складывании не пользуются какими-либо техническими средствами.